# Bisbat de Hamhung
El bisbat de Hamhŭng  (coreà: 함흥 교구; llatí: Dioecesis Hameungensis) és una diòcesi de l'Església Catòlica a Corea, sufragània de l'arquebisbat de Seül. La seu es troba vacant.

## Territori
La diòcesi comprèn les províncies de Hamgyong del Nord i Hamgyong del Sud, a Corea del Nord.
La seu episcopal es troba a la ciutat de Hamhŭng. La catedral va ser destruïda durant la Guerra de Corea.
El territori s'estén sobre 4.900km2 i està dividit en 13 parròquies.

## Història
El vicariat apostòlic de Wonsan (Ouen-san) va ser erigit el 5 d'agost de 1920 amb el breu apostòlic Concreditum Nobis del papa Benet XV, prenent el territori del vicariat apostòlic de Seül (avui arxidiòcesi).
El juliol de 1928 el vicariat cedí porcions de territori a benefici de l'erecció de la missió sui iuris de Ilan (avui prefectura apostòlica de Jiamusi) i de la prefectura apostòlica de Yanji (avui bisbat de Yanji a la Xina.
El 12 de gener de 1940, en virtut de la butlla Libenter Romanus Pontifex del papa Pius XII, el vicariat apostòlic assumí el nom de vicariat apostòlic de Kanko i, contextualment, cedí una nova porció de territori a benefici de l'erecció de l'abadia territorial de Tokwon. Des d'aquesta època que la seu és governada per un administrador apostòlic.
El 1949, 166 preveres i religiosos van ser martiritzats durant la revolució comunista de Kim Il-sung. Això deixà la diòcesi sense preveres. El bisbe Boniface Sauer, l'abat de l'Tokwon, havia mort el 1950, i no es va nomenar cap altra bisbe per a la diòcesi. Finalment el 1962, Timotheus (Franz Xaver) Bitterli va ser nomenat in absentia com a bisbe de la diòcesi, i va ser l'administrador apostòlic durant 20 anys fins a la seva renúncia el 1981. D'ençà, la diòcesi ha romàs vacant.
El 12 de juliol de 1950 el vicariat apostòlic canvià novament de nom, assumint el nom de vicariat apostòlic d'Hamhung.
El 10 de març de 1962 el vicariat apostòlic, tot i estar vacant a causa de la guerra i la persecució, va ser elevada a diòcesi per la butlla Fertile Evangelii semen del papa Joan XXIII.
Des del 2005 l'administrador apostòlic de la diòcesi d'Hamhung és el bisbe de Ch'unch'on, a Corea del Sud, però al territori, com a tota Corea del Nord, no està permesa cap activitat religiosa.

## Cronologia episcopal
- Bonifatius (Josef) Sauer, O.S.B. † (25 d'agost de 1920 - 12 de gener de 1940 nomenat abat de Tokwon)
  - Bonifatius (Josef) Sauer, O.S.B. † (12 de gener de 1940 - 7 de febrer de 1950 deceduto) (administrador apostòlic)
  - Timotheus (Franz Xaver) Bitterli, O.S.B. † (9 de maig de 1952 - 22 de maig de 1981 jubilat) (administrador apostòlic)
  - Placidus Ri Tong-ho, O.S.B. (22 de maig de 1981 - 21 de novembre de 2005 dimesso) (administrador apostòlic)
  - John of the Cross Chang-yik † (21 de novembre de 2005 - 28 de gener de 2010 jubilat) (administrador apostòlic)
  - Luke Kim Woon-hoe (28 de gener de 2010 - 21 de novembre de 2020 jubilat) (administrador apostòlic)
  - Simon Kim Ju-young, des del 21 de novembre de 2020 (administrador apostòlic)

## Estadístiques
Les darreres dades estadístiques publicades per l'Annuario Pontificio són les de 1960; des de llavors és impossible establir amb certeza la quantitat de fidels presents a la diòcesi.
| any  | població | població | població | sacerdots | sacerdots       | sacerdots       | sacerdots             | diàques | religiosos | religiosos | parroquies |
| ---- | -------- | -------- | -------- | --------- | --------------- | --------------- | --------------------- | ------- | ---------- | ---------- | ---------- |
| any  | batejats | total    | %        | total     | clergat secular | clergat regular | batejats por sacerdot | diàques | homes      | dones      |            |
| 1960 | 24.996   | 800.000  | 3,1      | 27        | 5               | 22              | 925                   |         | 39         | 16         | 13         |